# Émilie Noulet
Émilie Noulet (Oudergem, 2 de maig de 1892 -  Koksijde, 7 d'agost de 1978) va ser una romanista, historiadora de la literatura i critica literària belga. Va estar casada amb el poeta català Josep Carner.

## Biografia
Émilie Noulet va començar a treballar fent de mestra d'ensenyament primari. A partir de 1918 va estudiar Filologia Romànica a Brussel·les amb Gustave Charlier. Va obtenir el doctorat l'any 1924 amb una tesi dedicada a Léon Dierx i seguidament va exercir de professora en un institut de secundària. Als anys 1930, va esdevenir la professora ajudanta de Gustave Charlier i es va dedicar a L'Œuvre poétique de Stéphane Mallarmé, la seva tesi d'habilitació (1940).
El 1937 es casà amb el poeta català Josep Carner (1884-1970). Ella l'acompanyà a Mèxic on el poeta es va exiliar. Marit i muller hi van fundar la revista Orbe.
De retorn a Brussel·les el 1945, Noulet exercí de professora titular de la Universitat Lliure de Brussel·les entre 1953 i 1962, on també feu de professor Josep Carner.
L'Acadèmia reial de llengua i de literatura franceses de Bèlgica la va acollir com a membre el 1953. L'any 1963, la van investir doctora honoris causa per la Universitat de la Sorbona. El 1975 va rebre el premi Albert Counson.
Émilie Noulet era amiga de Paul Valéry des del final dels anys 1920.